# Équipe de Madagascar de rugby à XV
L'équipe de Madagascar de rugby à XV rassemble les meilleurs joueurs de Madagascar et est membre de Rugby Afrique.
La sélection malgache occupe la 51e place du classement mondial avant l'édition 2021 de la Coupe d'Afrique.

## Historique
Le rugby a été introduit par les navigateurs français et fut renforcé par des missionnaires britanniques en 1870. Le premier match sur le sol  malgache a été un affrontement entre l'équipe français coloniale contre les indigènes de Madagascar. Ce fut le match le plus violent de l'histoire du rugby où les deux équipes se séparent sur une telle violence[Quoi ?].
En 1920, Le rugby malgache défie l'équipe des Springboks d'Afrique du Sud lors d'un match amical qui fut remporté par l'équipe de Madagascar sur un score de 36-16.[réf. nécessaire]
L'équipe de Madagascar a dominé le rugby africain pendant des années avant de disparaître, et ne fut de retour que bien des années plus tard avec la nouvelle génération[réf. nécessaire].
En 2012 : vainqueur de la division 1B, Les Makis gagnent une victoire historique face à la Namibie sur une score de 57-54 , après une prolongation électrique. A l'occasion de ce match, et pour débuter chaque rencontre depuis 1999, l'équipe malgache a interprété son propre Haka.
Il s'agit d'une des rares équipes, hors zone pacifique, a exécuter une telle danse chantée. Ce Haka a été composé par l'ancien entraineur national Bertin Rafalimanana. Il fait référence au souvenir du soulèvement du peuple Malgache contre les colons français en 1947.

## Records
- Meilleur buteur de l'histoire du rugby malgache : José Rakoto ;
- Record d'essais marqués : Jacquot Harinirina ;
- Record du nombre de sélections : Gabriel Rajaonarison / José Rakoto.

## Palmarès
| Compétitions internationales | Coupe d'Afrique | Trophées divers                                  |
| ---------------------------- | --- | ------------------------------------------------ |
| néant                        | - Coupe d'Afrique (0) Finaliste en 2005, 2007 Troisième en 2013 - Division 1B / Silver Cup (1) Vainqueur en 2012 Deuxième en 2015 Troisième en 2017 - CAR Trophy (1) Vainqueur en 2001 | - Serendib International Cup (disparue) (1) 2013 |

### Coupe d'Afrique
Le tableau suivant récapitule les performances des Malgaches durant cette compétition.
| Édition   | Division                                           | Place                                              | Commentaire                                                                                     |
| --------- | -------------------------------------------------- | -------------------------------------------------- | ----------------------------------------------------------------------------------------------- |
| 2000      | Non présent                                        | Non présent                                        | Non présent                                                                                     |
| 2001      | Non présent                                        | Non présent                                        | Non présent                                                                                     |
| 2002      | Gold Cup ("Top 6")                                 | 3e de la poule Sud                                 |                                                                                                 |
| 2003      | Gold Cup ("Top 9")                                 | Demi-finaliste                                     |                                                                                                 |
| 2004      | Gold Cup ("Top 10")                                | 3e de la poule A (Zone Sud)                        |                                                                                                 |
| 2005      | Gold Cup ("Top 9")                                 | Finaliste                                          |                                                                                                 |
| 2006      | Gold Cup                                           | Demi-finaliste                                     |                                                                                                 |
| 2007      | Gold Cup                                           | Finaliste                                          |                                                                                                 |
| 2008-2009 | Gold Cup                                           | 2e de la poule D                                   |                                                                                                 |
| 2010      | Non-disputé                                        | Non-disputé                                        | Non-disputé                                                                                     |
| 2011      | Division 1B                                        | 3e de poule                                        | à partir de cette édition, les nations sont réparties en divisions avec promotion et relégation |
| 2012      | Division 1B                                        | Vainqueur                                          | Madagascar est promu en Division 1A                                                             |
| 2013      | Division 1A                                        | 3e                                                 |                                                                                                 |
| 2014      | Division 1A                                        | 4e                                                 | Madagascar est relégué en Division 1B                                                           |
| 2015      | Division 1B                                        | 2e                                                 |                                                                                                 |
| 2016      | Division 1B                                        | 2e de la poule A                                   |                                                                                                 |
| 2017      | Silver Cup                                         | 3e                                                 |                                                                                                 |
| 2018      | Silver Cup                                         | 2e du groupe Sud                                   |                                                                                                 |
| 2019      | édition annulée du fait de la pandémie de covid-19 | édition annulée du fait de la pandémie de covid-19 | édition annulée du fait de la pandémie de covid-19                                              |
| 2021-2022 |                                                    | 3e du groupe A                                     |                                                                                                 |

## Entraîneurs
- 1957 :  Clément Dupont[2]
- 2021-2022 : Francis Ntamak[3],[4]
- 2023 : Hajasoa Maminiaina Andriamaro[5]